# Guiot de Provins
Pour les articles homonymes, voir Provins (homonymie).
Guiot de Provins (né à Provins vers 1150, † après 1208) était un trouvère et poète français parfois identifié avec le troubadour Kyot, source présumée du Parzival de Wolfram von Eschenbach. Des chansons composées par Guiot, seules six sont parvenues jusqu'à nous, et peuvent toutes être datées des environs de l’an 1180.

## Biographie
Il voyagea énormément, en récitant ses vers dans les principales cours d'Europe, du Saint Empire à la Grèce. Il connaissait Constantinople et Jérusalem, et a vraisemblablement pris part à la Troisième et même la Quatrième croisade. Guiot se retira comme moine à l’Abbaye de Cluny. Il a composé dans sa retraite deux poèmes satiriques touchant la morale, dont la célèbre Bible Guiot (le mot « bible » signifiant à cette époque « poème didactique »), vers 1204. Ce poème, qui se compose de 2700 vers est un des plus anciens livres où il est parlé de la boussole : elle y est désignée sous le nom de « marinette,. » Guiot y  critique les vices des hommes de tous états, depuis les princes jusqu'aux plus petits.

## Postérité
L'historien américain Henry Osborn Taylor (en) (1856 – 1941) distingue les prises de position du poète :
— Henry O. Taylor, The Mediaeval Mind.
Dans le roman d'Umberto Eco intitulé Baudolino, Guiot de Provins, assimilé au Kyot de Wolfram, est présenté comme un compagnon du héros Baudolino, qui disserte avec Robert de Boron de la nature du Saint Graal. À la fin du roman, ce personnage annonce consacrer le reste de sa vie à pousser les autres à désirer le Graal (nommé Gradale dans le roman) en précisant :

« Je ne sais si je saurais écrire l'histoire du Gradale, mais je trouverai certainement quelqu'un à qui la raconter, pour que lui il l'écrive. »